# Panicum biglandulare
Panicum biglandulare är en gräsart som beskrevs av Frank Lamson Scribner och Jared Gage Smith. Panicum biglandulare ingår i släktet vipphirser, och familjen gräs. Inga underarter finns listade i Catalogue of Life.